# Sarsameira longifurcata
Sarsameira longifurcata är en kräftdjursart som beskrevs av Becker 1974. Sarsameira longifurcata ingår i släktet Sarsameira och familjen Ameiridae. Inga underarter finns listade i Catalogue of Life.